# Tres venenos

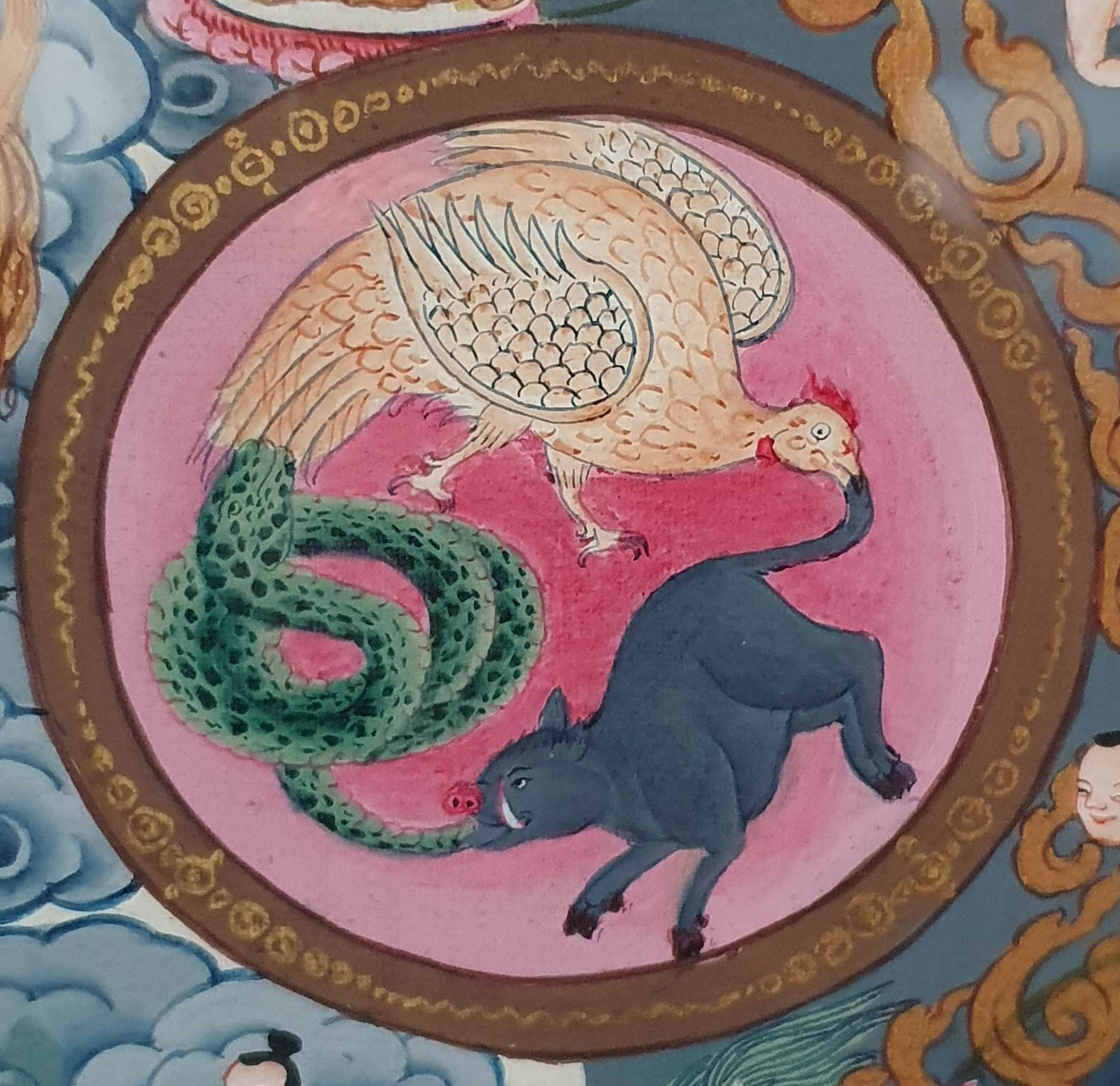
Los tres venenos en la representación simbólica del samsara (Bhavacakra).

Los tres venenos (sánscrito: triviṣa; tibetano: dug gsum) o las tres raíces malsanas (sánscrito: akuśala-mūla; pali: akusala-mūla) del budismo se refieren a las siguientes klesas: moha (engaño, confusión, ignorancia), raga (codicia, apego) y dvesha (aversión, odio). 
Se consideran aflicciones o venenos del carácter que conducen a trisna (sed, apego, deseo) y son causa de duhkha (sufrimiento, dolor, insatisfacción).  En las enseñanzas budistas, los tres venenos son las causas principales que mantienen a los seres sintientes atrapados en el samsara. 
Los tres venenos se representan de forma simbólica en el centro del Bhavacakra, la rueda de la existencia cíclica. El cerdo simboliza la ignorancia, el gallo el apego y la serpiente la aversión.Los tres venenos crean karma que conduce al renacimiento de los seres en los seis reinos del samsara.  
Algunos factores mentales virtuosos se consideran antídotos de los tres venenos: dāna (generosidad), mettā (amor, benevolencia) y prajñā (sabiduría).